# Grand Prix Formule 1 van Groot-Brittannië 1990
De Grand Prix Formule 1 van Groot-Brittannië 1990 werd gehouden op 15 juli 1990 op Silverstone.

## Uitslag
| Positie | Nummer | Rijder             | Team                  | Ronden | Tijd/Opgave         | Startplaats | Punten |
| ------- | ------ | ------------------ | --------------------- | ------ | ------------------- | ----------- | ------ |
| 1       | 1      | Alain Prost        | Ferrari               | 64     | 1:18:30.999         | 5           | 9      |
| 2       | 5      | Thierry Boutsen    | Williams-Renault      | 64     | + 39.092            | 4           | 6      |
| 3       | 27     | Ayrton Senna       | McLaren-Honda         | 64     | + 43.088            | 2           | 4      |
| 4       | 29     | Éric Bernard       | Larrousse-Lamborghini | 64     | + 1:15.302          | 8           | 3      |
| 5       | 20     | Nelson Piquet      | Benetton-Ford         | 64     | + 1:24.003          | 11          | 2      |
| 6       | 30     | Aguri Suzuki       | Larrousse-Lamborghini | 63     | + 1 Ronde           | 9           | 1      |
| 7       | 10     | Alex Caffi         | Arrows-Ford           | 63     | + 1 Ronde           | 17          |        |
| 8       | 4      | Jean Alesi         | Tyrrell-Ford          | 63     | + 1 Ronde           | 6           |        |
| 9       | 8      | Stefano Modena     | Brabham-Judd          | 62     | + 2 Ronden          | 20          |        |
| 10      | 25     | Nicola Larini      | Ligier-Ford           | 62     | + 2 Ronden          | 21          |        |
| 11      | 21     | Emanuele Pirro     | Dallara-Ford          | 62     | + 2 Ronden          | 19          |        |
| 12      | 24     | Paolo Barilla      | Minardi-Ford          | 62     | + 2 Ronden          | 24          |        |
| 13      | 26     | Philippe Alliot    | Ligier-Ford           | 61     | + 3 Ronden          | 22          |        |
| 14      | 28     | Gerhard Berger     | McLaren-Honda         | 60     | Gaspedaal           | 3           |        |
| NF      | 2      | Nigel Mansell      | Ferrari               | 55     | Versnellingsbak     | 1           |        |
| NF      | 16     | Ivan Capelli       | Leyton House-Judd     | 48     | Brandstoflek        | 10          |        |
| NF      | 12     | Martin Donnelly    | Lotus-Lamborghini     | 48     | Motor               | 14          |        |
| NF      | 11     | Derek Warwick      | Lotus-Lamborghini     | 46     | Motor               | 16          |        |
| NF      | 17     | Gabriele Tarquini  | AGS-Ford              | 41     | Motor               | 26          |        |
| NF      | 9      | Michele Alboreto   | Arrows-Ford           | 37     | Motor               | 25          |        |
| NF      | 6      | Riccardo Patrese   | Williams-Renault      | 26     | Chassis             | 7           |        |
| NF      | 3      | Satoru Nakajima    | Tyrrell-Ford          | 20     | Elektrisch probleem | 12          |        |
| NF      | 19     | Alessandro Nannini | Benetton-Ford         | 15     | Botsing             | 13          |        |
| NF      | 22     | Andrea de Cesaris  | Dallara-Ford          | 12     | Benzinesysteem      | 23          |        |
| NF      | 23     | Pierluigi Martini  | Minardi-Ford          | 3      | Alternator          | 18          |        |
| DNS     | 15     | Mauricio Gugelmin  | Leyton House-Judd     | 0      | Brandstofpomp       | 15          |        |
| NQ      | 14     | Olivier Grouillard | Osella-Ford           |        |                     |             |        |
| NQ      | 7      | David Brabham      | Brabham-Judd          |        |                     |             |        |
| NQ      | 36     | Jyrki Järvilehto   | Onyx-Ford             |        |                     |             |        |
| NQ      | 35     | Gregor Foitek      | Onyx-Ford             |        |                     |             |        |
| PQ      | 33     | Roberto Moreno     | EuroBrun-Judd         |        |                     |             |        |
| PQ      | 18     | Yannick Dalmas     | AGS-Ford              |        |                     |             |        |
| PQ      | 34     | Claudio Langes     | EuroBrun-Judd         |        |                     |             |        |
| PQ      | 31     | Bertrand Gachot    | Coloni-Subaru         |        |                     |             |        |
| PQ      | 39     | Bruno Giacomelli   | Life                  |        |                     |             |        |

## Wetenswaardigheden
- Eerste punten: Aguri Suzuki
- Nigel Mansell was boos dat hij voorbijgestoken werd door zijn teammaat Alain Prost, ondanks teamorders en problemen aan de versnellingsbak bij Mansell. Nadat hij uitgevallen was, gooide hij zijn handschoenen in het publiek en kondigde hij zijn afscheid aan de Formule 1 aan het eind van het seizoen aan.

## Statistieken
| Pole-position | Nigel Mansell | Ferrari | 1:07.428 |
| Snelste ronde | Nigel Mansell | Ferrari | 1:11.291 |

## Noot
- Dit was de tweehonderdste Grand Prix-start voor Riccardo Patrese. Hiermee was Patrese de allereerste coureur die minstens 200 Grands Prix had gereden.

1926 · 1927 · 1948 · 1949 · 1950 · 1951 · 1952 · 1953 · 1954 · 1955 · 1956 · 1957 · 1958 · 1959 · 1960 · 1961 · 1962 · 1963 · 1964 · 1965 · 1966 · 1967 · 1968 · 1969 · 1970 · 1971 · 1972 · 1973 · 1974 · 1975 · 1976 · 1977 · 1978 · 1979 · 1980 · 1981 · 1982 · 1983 · 1984 · 1985 · 1986 · 1987 · 1988 · 1989 · 1990 · 1991 · 1992 · 1993 · 1994 · 1995 · 1996 · 1997 · 1998 · 1999 · 2000 · 2001 · 2002 · 2003 · 2004 · 2005 · 2006 · 2007 · 2008 · 2009 · 2010 · 2011 · 2012 · 2013 · 2014 · 2015 · 2016 · 2017 · 2018 · 2019 · 2020 · 2021 · 2022 · 2023 · 2024 · 2025 · 2026 · 2027 · 2028 · 2029 · 2030 · 2031 · 2032 · 2033 · 2034